# Grand réveil
 (août 2018).
Le grand réveil (en anglais : Great Awakening) correspond à une vague de réveils religieux dans le royaume de Grande-Bretagne et ses colonies américaines au milieu du XVIIIe siècle. Le terme de Great Awakening est apparu vers 1842. On le retrouve dans le titre de l'ouvrage consacré par Joseph Tracy au renouveau religieux qui débuta en Grande-Bretagne et dans ses colonies américaines dans les années 1720, progressa considérablement dans les années 1740 pour s'atténuer dans les années 1760 voire 1770. Il sera suivi de nouvelles vagues de réveil, le second grand réveil (1790-1840) et une troisième vague de réveils entre 1855 et les premières décennies du XXe siècle. Ces réveils religieux dans la tradition protestante et surtout dans le contexte américain sont compris comme une période de redynamisation de la vie religieuse. Le Great Awakening toucha des églises protestantes et des églises chrétiennes évangéliques et contribua à la formation de nouvelles Églises.

## Les origines: la crise spirituelle des églises traditionnelles?

### Une religion du pouvoir
Au XVIIIe siècle, la religion avait principalement une fonction socio-culturelle. Chaque État avait son église établie qui s'alliait avec les riches et les puissants de la colonie qui dirigeaient la vie économique et politique. En retour, l'Église soutenait et légitimait le rôle et la place des élites dans la société en prêchant l'ordre civique et social, et la « volonté divine ». La religion justifiait une société sacrée hiérarchique en se basant sur les mots de Paul : « Soumettez-vous aux autorités de votre pays ». Par ailleurs, les églises anglicanes du Sud ou congrégationalistes étaient peu tournées vers l'évangélisation des populations nouvelles et des fidèles ; et leur principale fonction était celle d'assurer une forme d'« ordre chrétien » (Christian Order », comme l'historien Donald G. Matthews l'explique). Cet ordre chrétien permettait un contrôle social des populations. Il renforçait le pouvoir et les ambitions des familles des planteurs et rendait dépendant les leaders anglicans de la « gentry rurale ». Ainsi, la Chambre des Bourgeois de Virginie avec la loi de 1643 contrôlait l'église, ses propriétés et choisissait les ministres.[non neutre]
Dans les églises congrégationalistes, les ministres généralement étaient payés par la ville. De même dans les communautés quakers, la ferveur des premiers temps semblait s'éteindre ; et les membres étaient plus intéressés par les questions financières que la religion qui était censée garantir l'ordre moral.

### La domination des églises «Halfway»
Les églises congrégationalistes des premiers temps étaient composées de « Saints », personnes choisies par l'assemblée qui devaient faire une confession publique de leur foi et manifester celle-ci en se conformant par une vie pure aux principes évangéliques. Ces membres signaient un « covenant » (un pacte sur le modèle de l'alliance avec Dieu), s'engageaient à mener une vie d'obéissance soumise aux enseignements ecclésiastiques. Ils pouvaient ainsi voter pour élire leur pasteur et faire baptiser leurs enfants.
En 1662, un synode à Boston approuva le « Half-Way Covenant (en) » (c'est-à-dire un pacte à mi-chemin). Les adultes pouvaient obtenir le baptême et celui de leurs enfants, mais non le droit de vote des décisions, qui ne pouvait être obtenu qu'après confession publique de leur foi et obéissance aux principes moraux et à la discipline de l'église. En 1720, la majorité des congrégationalistes étaient des membres « Half-Way » allant à l'église pour des raisons principalement morales. En outre, dès 1700 la plupart des églises leur offraient la communion, ne respectant plus les principes du synode de Boston.
Dès 1700, une politique semblable s'engagea dans les églises quakers : la « birthright policy », qui ne demandait plus à ses membres la preuve qu'ils possédaient bien une « lumière intérieure ». En outre, l'arminianisme, qui rejetait les principes de base du salut par la foi seule en insistant sur la notion de collaboration de l'homme à son salut, avait gagné de nombreuses églises et remettait en cause les principes fondateurs de la Réforme.

### L'influence des idées des lumières
En Europe au XVIIe siècle, les intellectuels se tournèrent vers des explications plus rationnelles et moins théologiques pour expliquer l'origine du monde, en se basant sur les théories développées par Galilée, Newton et la philosophique de la déduction de Locke qui gagnèrent les États-Unis.
Une révolution intellectuelle se répandit à travers le pays touchant même les églises. L'homme n'était plus le résultat du péché originel, un Dieu quelconque avait donné la raison à l'homme pour qu'il puisse comprendre son environnement et en profiter. Les deux Mathers voulaient ainsi réconcilier les nouvelles avancées des sciences naturelles avec les explications théologiques.

### L'essor de nouvelles confessions et le piétisme allemand
Les autres églises : presbytériennes, réformées et d'autres courants d'origine allemande grandirent en nombre, attirant de nombreux fidèles avec l'arrivée des colons irlandais, des écossais presbytériens, des huguenots français et des allemands. Ces divers groupes, dont certains étaient gagnés au courant piétiste, firent preuve d'une forte religiosité pour conserver leur identité. Le piétisme allemand qui insistait sur la piété personnelle, la prière, la discipline morale et la charité avait gagné l'Europe de l'Est et se répandit à travers le Nouveau Monde et dans ces nouvelles églises par le biais de ces émigrés. Le centre originel du piétisme se trouvait à Halle dans le Brandebourg en Allemagne avec pour leader Philipp Jacob Spener et August Hermann Francke. En effet, la majorité des groupes germanophones qui gagnèrent les États-Unis appartenait au mouvement piétiste : les Frères Moraves, les Mennonites et autres anabaptistes dont certains étaient devenus quakers ou Églises baptistes du Septième Jour… et ces groupes exercèrent une forte influence sur le Grand Réveil.
Ainsi, bien que les historiens s'accordent aujourd'hui pour soutenir qu'aucune réelle crise religieuse n'est apparue au XVIIIe siècle aux États-Unis et que la religion demeurait toujours la seconde priorité des gens après leur travail, les églises avaient le sentiment d'avoir perdu leur vitalité que les fidèles s'étaient éloignés du « covenant originel », de la foi, d'une vie morale et des principes de la Réforme. De nombreux prédicateurs peignaient cet abandon de la foi originelle et de Dieu. Certains regrettaient les premiers temps de la colonisation. Une réforme était nécessaire pour retrouver cet idéal.

## Le renouveau des églises et la naissance des évangéliques

### Le rôle des Grands Itinérants (circuit riders)
Le Great Awakening a été marqué par la figure de grands prédicateurs parcourant des kilomètres pour prêcher l’Évangile et appeler à la conversion.
Le premier à percevoir la nécessité d'un renouveau dans les églises fut, en 1726, le pasteur Theodorus Frelinghuysen (en) de l'Église réformée néerlandaise (Dutch Reformed Church) de la vallée de Raritan, qui, imprégné d'un piétisme aux accents calvinistes, cherchait à raviver la foi dans le cœur de ses fidèles par des prédications au style très direct, insistant sur les Évangiles, le péché et la bonne nouvelle du salut. Il fut suivi par de nombreux pasteurs d'autres églises.
Ce renouveau fut principalement marqué par la personne de George Whitefield (1714–1770) né en Angleterre. Il fit la connaissance de John Wesley fondateur du méthodisme et commença à prêcher dès 1736 en Angleterre. Il est considéré comme le fondateur des mouvements revivalistes américains et du Grand Réveil et fut l'un des fondateurs du méthodisme. Whitefield arriva aux États-Unis en 1738 pour commencer ses grands voyages d'évangélisation à travers les colonies. Il démarra ses « tournées » en Géorgie puis en 1739 à Savannah jusqu'à Philadelphie avant de revenir à travers la campagne à Charleston. En 1740, il voyagea en Nouvelle-Angleterre après avoir soulevé des foules qui le suivaient le long de son chemin. Il impressionna même le cynique Franklin à Philadelphie qui disait qu'il pouvait prêcher à 30 000 personnes en même temps grâce à sa forte voix. Ses plus grandes tournées se déroulèrent surtout en Nouvelle-Angleterre où les prédicateurs revivalistes avaient le droit de prêcher en tant qu'itinérants. Quand on refusait l'accès aux églises à Whitefield, il prêchait dans les champs où la simplicité de son message, l'assurance de son salut et la vivacité avec laquelle il prêchait parlant de repentance nécessaire, peignant l'enfer auquel on peut échapper par la foi, attiraient des foules. Whitefield publia un ouvrage édifiant à ce sujet, The Eternity of Hell Torments, avertissant solennellement les auditeurs d’un « bûcher éternel ». On assista ainsi à des field preaching, vastes séances de prêche où des milliers de personnes se repentaient ensemble. La rapidité des conversions, ainsi que l'indifférence affichée contre les confessions chrétiennes, suscitèrent des controverses[Lesquelles ?].
De nombreux prédicateurs suivirent son exemple aux États-Unis : Jonathan Edwards (1718-1747), grand prédicateur de Nouvelle-Angleterre célèbre pour son sermon Sinners in the hands of an Angry God et grand théologien, William Tennent (1673-1746) et Gilbert Tennent (1703-1764), presbytérien et ami de Whitefield qu'il accompagna et aida surtout à Boston, James Davenport (en) (1716-1756), puritain qui prêcha activement en Nouvelle-Angleterre.
Les grands prédicateurs prirent la place dominante au détriment des ministres réguliers souvent critiqués par les grands prédicateurs qui appelèrent à un retour vers une foi pure et première. Certains ministres adoptèrent ces principes d'autres les rejetèrent comme Charles Chauncey à Boston qui condamna cette approche religieuse.

### Des prédications marquées par l'émotion et la conversion personnelle
Le Great Awakening rejette l'arminianisme, le salut par les œuvres ou les rites. Les prédicateurs réaffirment le message libérateur du salut par la grâce et délivrent les fidèles de leur condition de pêcheurs en réaffirmant le salut par la Grâce seule. Seule la foi compte pour être sauvé accompagné du désir d'essayer d'accomplir désormais des actes bons. Les prédicateurs insistent ainsi à nouveau sur la conversion, la foi, la vie religieuse personnelle : lecture de la bible, prière dévotions, et exhortation individuelle. La conversion doit être synonyme de nouvelle vie d'une « new birth », de changement, de transformation. Le Great Awakening place l'individu au centre responsable de ses choix, débarrassé des autorités religieuses devant Dieu et rejette dans un certain sens le Half Way Covenant en réaffirmant l'importance de la new birth. Ils réaffirment la nécessité pour le fidèle de se convertir pour recevoir la Sainte-Cène (Eucharistie).
Le Great Awakening favorise le rejet du rationalisme en matière religieuse pour privilégier les sentiments et l'émotion contre le formalisme des églises traditionnelles. Lors des grandes manifestations, les prédicateurs n'hésitaient pas à accompagner leurs paroles de gestes, de cris pour convertir les foules. La prédication avait de grands effets sur le corps : les gens poussaient des cris de joie, parlaient en d'autres langues, s'évanouissaient dans le repos de l'Esprit Saint, pleuraient, imploraient Dieu.
Le Great Awakening revient donc aux principes fondateurs de la Réforme : l'insistance sur le salut par la grâce et sur la conversion, donc dans un certain sens il favorise le retour au « covenant ».

### Le foisonnement de l'activité religieuse et missionnaire
Les Américains se passionnaient pour la religion, jeunes et femmes surtout. La littérature religieuse connaissait un grand succès. Les Églises gagnèrent entre 20 et 50 % de plus de fidèles, principalement en Nouvelle-Angleterre. L'église congrégationaliste vit le nombre de ses fidèles augmenter considérablement et connut un dynamisme sans précédent (la notion de covenant (alliance) était véritablement prise au sérieux pendant cette période). De même un flot considérable de membres et de ministres grossirent les rangs des églises. De nombreuses universités furent alors créées pour former les futurs pasteurs revivalistes : « new light » c'est-à-dire « des nouvelles lumières » tels que Princeton (1746), Brown contre Harvard, gagné par le libéralisme et l'arminianisme. Les débats théologiques abondèrent, suscités par Edwards qui réconcilia la tradition calviniste avec la « New Birth » contre les philosophes des Lumières dans A treatise concerning Religious Affections. Il fonda la théologie évangélique par une série de livres. Des chants et hymnes nouveaux furent créés tels que les hymnes d'Isaac Watts. Des initiatives de tout bord furent prises pour répandre la parole : Eleazar Wheelock, puritain du Connecticut créa des écoles « Moor's Indian Charity School » à Lebanon en 1754 pour les indiens pour qu'ils puissent par eux-mêmes accéder notamment à l'écriture et la lecture et à l'évangile. Puis il créa une université ouverte aux indiens et aux blancs.
Le Great Awakening favorisa une christianisation de plus en plus massive des esclaves, qui fut difficile à chiffrer à cause du manque de sources. Avant le Grand Réveil, cette évangélisation faite par l'église anglicane était souvent liée à un paternalisme. Le mouvement revivaliste mené dans les églises congrégationalistes donna une part plus importante à la base, aux fidèles et suscita l'adhésion de nombreux esclaves. Par ailleurs, les condamnations des méthodistes contre l'esclavagisme favorisèrent leur adhésion et marqua l'essor des Gospels. Whitefield, lui-même condamnait l'esclavagisme et voulait ouvrir des écoles pour enfants noirs. Le Great Awakening favorisa aussi le développement d'œuvres religieuses : Whitefield construisit ainsi une école pour orphelins.
Ainsi, le Grand Réveil est marqué par un retour aux principes fondateurs : le salut par la grâce, l'importance de la conversion et de la foi, de la base avec la volonté de recréer une société idéale de croyants confiant leur vie à Dieu et soucieux de suivre sa volonté quotidiennement.

## L'impact duGreat Awakeningsur la société: un sentiment de liberté et d'union

### La naissance de nouvelles églises indépendantes
Les querelles théologiques et les polémiques avaient éclaté dès 1743. Les controverses théologiques abondèrent pendant toute cette période religieuse. Les conflits religieux créèrent des écoles : des « Old Lights » et « New lights » opposées chacune se réclamant la plus orthodoxe, la plus conforme au message évangélique et la plus proche des traditions authentiques de la Nouvelle-Angleterre. La communauté se scinda entre vieux calvinistes et partisans de Jonathan Edwards.
Les dissidents étaient cette fois-ci de stricts congrégationalistes contre le semi-presbytérianisme adopté dans la plupart des congrégations du Connecticut et voulant revenir à la constitution de Cambridge de 1648 plus congrégationnelle. Ils insistèrent sur l'idée d'une nouvelle naissance en Christ comme une condition nécessaire pour devenir membre. Face à ce retour en arrière, l'Assemblée du Connecticut, en 1743, fit passer une loi qui leur refusait la tolérance pourtant accordée aux baptistes, quakers et anglicans. Les persécutions suivirent sans grand effet. Les Séparatistes étaient présents dans la plupart des grandes villes. Ils ne voulaient pas dépendre du gouvernement, refusaient le Half-Way Covenant. Quarante églises séparatistes se formèrent ainsi au Connecticut, région pourtant où les églises Half Way avaient le soutien gouvernemental, trente au Massachusetts. Les Églises presbytériennes et réformées furent aussi touchées par cette division entre « revivalistes » et antirevivalistes.
Les plus rigoureux parmi les « awakened » ou « réveillés » commencèrent à considérer l'église congrégationaliste et même les séparatistes comme à mi-chemin de la réforme. Pour certains, si la conversion marquait l'avènement du vrai chrétien, le baptême des enfants posait un problème. Certaines Églises séparatistes adoptèrent les croyances baptistes (comme à Sturbridge Massachusetts en 1749…) ou des membres d'églises séparées se réunirent pour former une église baptiste (comme à North Middleborouh Massachusetts en 1756). Puis un flot régulier de congrégationalistes des églises des Nouvelles lumières gagna les églises baptistes. De même les églises anglicanes du sud touchées plus tardivement dans les années 1750-60 connurent sous l'effet direct du Grand Réveil une baisse de leur fréquentation au profit des presbytériens, des baptistes et des méthodistes qui conservaient un style revivaliste.
Même si les divisions furent nombreuses, le Réveil marqua la prise d'une conscience d'une unité sur l'essentiel et la nécessité de la liberté religieuse.

### Une unité des Églises: une lente marche vers la tolérance
Le Great Awakening est un mouvement qui toucha toutes les colonies et toutes les confessions .
L'insistance sur l'expérience et les émotions religieuses favorisèrent une redécouverte des premiers principes puritains : c'est-à-dire l'importance de la conversion et de la nouvelle naissance « New birth », principes qui mirent fin aux querelles doctrinales et politiques pour unir les différents confessions. Whitefield, Tennent, et Edwards étaient respectivement anglican, presbytérien, congrégationaliste. Whitefield influença ainsi toutes les communautés. Anglais, il s'adressait aux Américains sans se soucier des frontières entre les colonies, entre des divisions et entre les confessions ou des querelles religieuses. Après ses tournées, la foi renaissait avec homogénéité et touchait l'ensemble des colonies. Une forme d'unité se dessinait donc au milieu de cette pluralité confessionnelle et d'États ce qui favorisa l'avènement de la tolérance.
Zinzendorf, morave allemand voulait même réunir toutes les communautés religieuses allemandes de Germantown en une seule ce qui fut un échec.
Lors du Great Awakening les Américains eurent le sentiment de partager des valeurs communes ce qui relativisa le poids des confessions.

### L'insistance sur l'individu
La plupart des grands itinérants critiquèrent vivement les autorités ecclésiastiques favorisant ainsi leur colère et remettant en cause l'ordre établi par Dieu sur Terre. Gilbert Tennent publia ainsi : « Les dangers d'un ministre non-converti » en 1740 qui suscita de grandes contestations.
Après le Réveil, les idées de supériorité de la loi divine sur la loi humaine, la conviction que les droits naturels avaient été donnés par Dieu et qu'ils sont par conséquent inaliénables et fondamentaux, favorisèrent la marche vers la Révolution. Le Great Awakening réduisit l'autorité du clergé et de la hiérarchie, leur imposant un choix : soit ils acceptaient les idées revivalistes et perdaient une partie de leur autorité au profit de l'émotion, de la conversion personnelle, soit ils s'en tenaient aux anciennes lumières et voyaient la foi se dessécher et leurs églises évoluaient vers un vague déisme qu'on appela plus tard l'unitarisme. L'idée d'une égalité encore mal consciente entre les hommes commençait à germer.
L'année 1758 marqua le début de la fin du Grand Réveil religieux dans le Sud et le Nord des colonies avec la mort de Jonathan Edwards et la réunion d'un synode presbytérien qui mit fin aux querelles entre anti-revivalistes et revivalistes qui dominaient alors la scène. Avec la guerre dans les années 1750 contre les Français et les Indiens, les Américains eurent d'autres préoccupations bien que Whitefield poursuivit ses tournées et que Wesley envoyait des « circuit riders », prédicateurs, qui connurent de grands succès. La ferveur du Great Awakening commençait cependant à décroître. Et le nombre de fervents dans les Églises retrouva bientôt son chiffre habituel, le matérialisme reconquérant les âmes. On considère souvent que le Great Awakening se termina avec la guerre d'Indépendance.
La marque de son passage fut la considérable augmentation des femmes dans les Églises. Ce Grand Réveil eut cependant une influence décisive sur la vie religieuse : il réactiva en effet l'utopie initiale : avec le désir de recréer une société de croyants fervents menant une vie pure et conforme aux principes chrétiens avec une insistance sur la conversion personnelle, le salut par la grâce avec une lecture littérale de la Bible et une vie religieuse active, un renouveau du covenant et une recherche de la perfection, une réaffirmation du pouvoir de la base. Cependant, il marqua aussi l'essor d'une nouvelle forme religieuse très marquée par les sentiments et les exaltations : l'évangélisme, mais aussi dans un certain sens l'apparition d'une forme de tolérance et de liberté religieuse. Le sentiment d'union entre les protestants favorisa l'apparition de sociétés religieuses ou de charités interdénominationnelles. Il marqua le début des séries de réveils qui secouèrent les États-Unis les siècles suivants : comme le Second grand réveil (Second Great Awakening) de la première moitié du XIXe siècle, le troisième grand réveil (Third Great Awakening) des années suivantes… Le Third Great Awakening s’étend de la seconde moitié du XIXe siècle au début du XXe siècle et s’accompagne d’un militantisme en faveur de réforme sociales, dénonçant le travail des enfants, les conditions de vie des immigrants, promouvant une amélioration de l’hygiène en ville et le combat contre l’alcoolisme. Il a aussi son versant conservateur chez Josiah Strong qui développe alors le suprématisme.
Le Great Awakening introduisit une première forme de liberté religieuse, d'unité, de contestation du pouvoir et d'individualisme qui menèrent vers la révolution américaine.